# Mikita Bukatkin
Mikita Bukatkin (tiếng Belarus: Мікіта Букаткін; tiếng Nga: Никита Букаткин; sinh 7 tháng 3 năm 1988) là một cầu thủ bóng đá Belarus hiện tại thi đấu cho Isloch Minsk Raion.

## Sự nghiệp quốc tế
Bukatkin là thành viên của U-21 Belarus đứng thứ 3 chung cuộc tại Giải bóng đá U-21 vô địch châu Âu 2011, thi đấu 3 trận.

## Danh hiệu
Naftan Novopolotsk
- Vô địch Cúp bóng đá Belarus: 2011–12

Minsk
- Vô địch Cúp bóng đá Belarus: 2012–13

Dinamo Brest
- Vô địch Cúp bóng đá Belarus: 2016–17